# Persone di nome Guglielmo/Senza attività specificata
| Questa pagina contiene informazioni ricavate automaticamente dalle voci biografiche con l'ausilio del template Bio e di un bot. L'aggiornamento è periodico e automatico e ricostruisce completamente la pagina. Se manca una persona in questa lista, sei pregato di non aggiungerla, ma accertati piuttosto che la sua voce biografica contenga il template Bio e che i dati anagrafici siano correttamente compilati. Se il template Bio manca, inseriscilo tu stesso o, in alternativa, metti l'avviso {{tmp\|Bio}} che ne segnala la mancanza. Se i dati riportati sono sbagliati, correggi direttamente la voce biografica; le modifiche saranno visibili in questa lista entro pochi giorni. Per chiarimenti vedi il progetto antroponimi. La lista contiene solo le 110 persone che sono citate nell'enciclopedia e per le quali è stato implementato correttamente il template Bio. Pagina aggiornata al 6 giu 2025. |

Questa è una lista di persone presenti nell'enciclopedia che hanno il nome Guglielmo e sono senza attività specificata.

## A(1)
- Guglielmo Spadalunga († 1177)

## B(3)
- Guglielmo Borsiere, italiano
- Guglielmo di Braose (n. 1197 - † 1230)
- Guglielmo il Giovane di Brunswick-Lüneburg, duca tedesco (n. 1535 - † 1592)

## C(1)
- Guglielmo II Crispo, duca (n. 1390 - † 1463)

## D(12)
- Guglielmo I d'Asburgo, duca (Vienna, n. 1370 - Vienna, † 1406)
- Guglielmo III di Dampierre, conte (n. 1224 - Trazegnies, † 1251)
- Guglielmo IV del Monferrato, marchese italiano († 1100)
- Guglielmo IV di Borgogna, conte
- Guglielmo VI del Monferrato, marchese italiano (n. 1173 - Almyros, † 1226)
- Guglielmo X di Aquitania, duca (Tolosa, n. 1099 - Santiago di Compostela, † 1137)
- Guglielmo d'Eu, conte normanno (n. 978)
- Guglielmo De Parisio, italiano (Gallipoli, † 1269)
- Guglielmo dei Pazzi di Valdarno, cavaliere medievale italiano (Poppi, † 1289)
- Guglielmo di Jülich-Kleve-Berg, duca tedesco (Düsseldorf, n. 1516 - Düsseldorf, † 1592)
- Ernesto di Lippe-Biesterfeld, conte tedesco (n. 1777 - † 1840)
- Guglielmo Luigi di Nassau-Dillenburg, conte (Dillenburg, n. 1560 - Leeuwarden, † 1620)

## G(75)
- Guglielmo Giusti, ex tiratore a volo sammarinese (San Marino, n. 1937)
- Guglielmo il Maresciallo, cavaliere medievale e condottiero inglese (Caversham, † 1219)
- Guglielmo II di Borgogna, conte († 1125)
- Guglielmo I di Guascogna, duca († 996)
- Guglielmo IV di Aquitania, conte (n. 937 - † 996)
- Guglielmo V di Aquitania, duca francese (n. 969 - Maillezais, † 1030)
- Guglielmo IV di Brunswick-Lüneburg, duca (n. 1425 - † 1503)
- Guglielmo di Brunswick-Lüneburg, duca († 1482)
- Guglielmo di Schaumburg-Lippe, conte (Londra, n. 1724 - Wölpinghausen, † 1777)
- Guglielmo Augusto di Sassonia-Eisenach, duca tedesco (Eisenach, n. 1668 - Eisenach, † 1671)
- Guglielmo VIII di Brunswick, duca (Brunswick, n. 1806 - Sibyllenort, † 1884)
- Guglielmo di Champlitte, cavaliere medievale francese (Puglia, † 1209)
- Guglielmo I di Bures, cavaliere medievale francese († 1142)
- Guglielmo di Urach, duca (Stoccarda, n. 1810 - Castello di Lichtenstein, † 1869)
- Guglielmo I di Lussemburgo, conte († 1131)
- Guglielmo V d'Alvernia, conte († 1059)
- Guglielmo III Salusio VI (Cèpola - Genova, † 1258)
- Guglielmo I Salusio IV, marchese (n. 1160 - † 1214)
- Guglielmo II Salusio V
- Guglielmo di Capraia (Pisa - Sardegna, † 1264)
- Guglielmo I Sanudo, duca († 1323)
- Guglielmo IV d'Alvernia, conte († 1016)
- Guglielmo VI d'Alvernia, conte († 1136)
- Guglielmo Bertrando II di Provenza, conte
- Guglielmo III di Forcalquier, conte (Avignone, † 1129)
- Guglielmo IV di Forcalquier, conte († 1209)
- Guglielmo II di Ponthieu, conte francese († 1221)
- Guglielmo I de la Roche, duca († 1287)
- Guglielmo d'Aumale, conte († 1179)
- Guglielmo VII d'Alvernia, conte († 1169)
- Guglielmo VIII d'Alvernia, conte († 1182)
- Guglielmo IX d'Alvernia, conte († 1195)
- Guglielmo X d'Alvernia, conte († 1245)
- Guglielmo I di Périgord, conte († 918)
- Guglielmo II d'Angoulême, conte († 945)
- Guglielmo IV d'Angoulême, conte († 1028)
- Guglielmo II di Jülich, duca (n. 1333 - † 1393)
- Guglielmo di Jülich-Geldern, duca (n. 1364 - † 1402)
- Guglielmo I, conte di Jülich, conte († 1176)
- Guglielmo II, conte di Jülich, conte († 1207)
- Guglielmo III, conte di Jülich, conte (Damietta, † 1218)
- Guglielmo IV, conte di Jülich, conte (Aquisgrana, † 1278)
- Guglielmo I di Cerdanya, conte († 1095)
- Guglielmo I di Besalú, conte († 1052)
- Guglielmo II di Besalú, conte
- Guglielmo di Osona, conte
- Guglielmo I di Béarn, francese (n. 1171 - † 1224)
- Guglielmo II di Béarn, francese (n. 1185 - Maiorca, † 1229)
- Guglielmo I di Chalon, conte
- Guglielmo II di Chalon, conte
- Guglielmo III di Chalon, conte (Abbazia di Cluny, † 1203)
- Guglielmo di Tracy, cavaliere medievale inglese
- Guglielmo II di Barres, cavaliere medievale francese (Douy-la-Ramée, † 1234)
- Guglielmo I di Ceva, marchese italiano
- Guglielmo I di Baviera, duca (Francoforte sul Meno, n. 1330 - Le Quesnoy, † 1388)
- Guglielmo I di Borgogna, conte (Besançon, † 1087)
- Guglielmo I di Boulogne, conte (Tolosa, † 1159)
- Guglielmo I di Provenza, conte († 993)
- Guglielmo II di Provenza, conte († 1018)
- Guglielmo II di Tolosa, conte (n. 826 - Barcellona, † 850)
- Guglielmo III di Aquitania, conte (n. 910 - Poitiers, † 963)
- Guglielmo III di Borgogna, conte (n. 1110 - Payerne)
- Guglielmo III di Provenza, marchese
- Guglielmo III di Tolosa, conte († 1037)
- Guglielmo IV di Baviera, duca (Monaco di Baviera, n. 1493 - Monaco di Baviera, † 1550)
- Guglielmo IV di Provenza, conte
- Guglielmo VII di Aquitania, duca (n. 1023 - Saumur, † 1058)
- Guglielmo VIII di Aquitania, duca (n. 1025 - Chizé, † 1086)
- Guglielmo XII d'Alvernia, conte (Vic-le-Comte, † 1332)
- Guglielmo Gonzaga, duca italiano (Mantova, n. 1538 - Goito, † 1587)
- Guglielmo I d'Alvernia, conte († 846)
- Guglielmo XI d'Alvernia, conte († 1277)
- Guglielmo d'Aragona, duca (Catania, n. 1312 - Valencia, † 1338)
- Guglielmo II di Aquitania, duca († 926)
- Guglielmo di Blois e Châteaudun, conte (Touraine, † 834)

## H(1)
- Guglielmo IV di Henneberg-Schleusingen, conte tedesco (Salorno sulla Strada del Vino, † 1559)

## L(2)
- Guglielmo Lazzarini, italiano (Este, n. 1883 - Recoaro Terme, † 1960)
- Guglielmo Lusio, italiano (Genova - Genova)

## M(1)
- Guglielmo Maramauro (Napoli)

## N(1)
- Guglielmo di Nassau, duca (Kirchheimbolanden, n. 1792 - Bad Kissingen, † 1839)

## P(3)
- Guglielmo VIII del Monferrato, marchese (n. 1420 - Casale Monferrato, † 1483)
- Guglielmo IX del Monferrato, marchese (n. 1486 - Trino, † 1518)
- Guglielmo Piazza, italiano (Milano, † 1630)

## S(4)
- Guglielmo Enrico di Sassonia-Eisenach, duca (Oranjewoud, n. 1691 - Eisenach, † 1741)
- Guglielmo di Sassonia-Weimar, duca (Altenburg, n. 1598 - Weimar, † 1662)
- Guglielmo Ernesto di Sassonia-Weimar, duca tedesco (Weimar, n. 1662 - Weimar, † 1728)
- Guglielmo I di Schwarzburg-Frankenhausen, conte (Sondershausen, n. 1534 - Straußberg, † 1597)

## T(4)
- Guglielmo III d'Angoulême, conte († 962)
- Guglielmo V d'Angoulême, conte († 1120)
- Guglielmo VI d'Angoulême, conte († 1179)
- Guglielmo VII d'Angoulême, conte († 1186)

## W(2)
- Guglielmo V di Baviera, duca (Landshut, n. 1548 - Oberschleißheim, † 1626)
- Guglielmo Ludovico di Württemberg, duca tedesco (Stoccarda, n. 1647 - Hirsau, † 1677)